# One Penny Black
Conhecido por ter sido o primeiro selo postal do mundo.
O one penny black (um pêni preto) foi o primeiro selo postal do mundo. Começou a circular em Inglaterra a 6 de Maio de 1840. A ideia do selo postal para indicar pré-pagamento do correio foi de Sir Rowland Hill, incluída nas suas propostas de 1837 para a reforma do sistema postal Britânico. Era normal na época o destinatário pagar a postagem no recebimento da correspondência.
No ano seguinte seria substituído pelo one penny red, pois a sua cor negra não permitia que os carimbos fossem visíveis e portanto era possível reutilizar os selos.
Sistemas de entregas postais que utilizavam o que poderia ser selo adesivo existiam antes do Penny Black. Aparentemente a ideia teria já sido sugerida na Áustria, Suécia, e possivelmente Grécia.

## Característica
Inicialmente, os "penny black" tinham 3/4 de polegadas quadradas, mas foram modificados para as dimensões de 3/4 polegadas de largura por 7/8 polegadas de altura (algo aproximado de 19 x 22 mm) para acomodar a palavra "POSTAGE" no topo do desenho e "ONE PENNY" (um centavo) na parte inferior. Em primeiro plano, a imagem do perfil da Rainha Vitória em fundo negro.
Os dois cantos superiores sustentam Cruzes de Malta com discos solares radiantes em seus centros; as letras do canto inferior mostram a posição do selo na folha impressa, de "A A" no canto superior esquerdo até "T L" no canto inferior direito. As folhas impressas consistiam em 240 selos em 20 linhas de 12 colunas. Uma folha inteira custava 240 pence ou uma libra; uma fileira de 12 selos custava um xelim. Como o nome sugere, o selo foi impresso em tinta preta.

## Raridade
O One Penny Black não é um selo raro. Foram impressas 286 700 folhas, totalizando 68 808 000 selos e uma considerável quantidade desses selos sobreviveu ao tempo, principalmente porque envelopes não eram usados com frequência. As cartas eram escritas diretamente em papéis de carta emitidos pela autoridade postal, que eram dobrados e selados. Então, se a carta era guardada, o selo sobrevivia.
A única folha completa de selos Penny Black conhecida pertence ao The British Postal Museum and Archive.